# Zespół Szkół Stowarzyszenia Absolwentów Szkół Rolniczych im. prof. Teodora Marchlewskiego w Trzcinicy

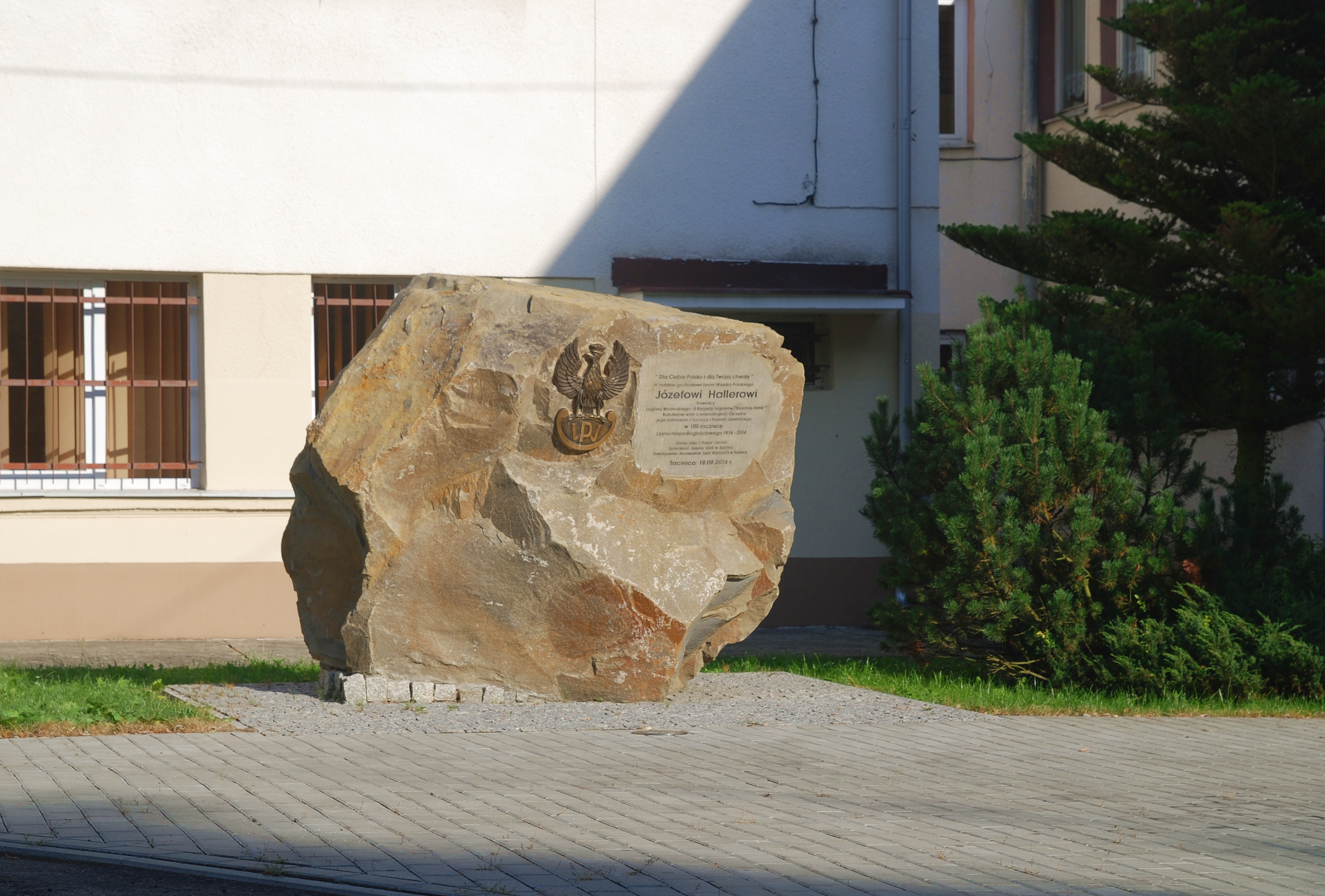
Obelisk czynu niepodległościowego z 2014

Zespół Szkół Stowarzyszenia Absolwentów Szkół Rolniczych im. prof. Teodora Marchlewskiego w Trzcinicy – zespół szkół średnich i zawodowych z grupami mundurowymi zlokalizowany w Trzcinicy, w powiecie jasielskim, w województwie podkarpackim.
Szkoła znajduje się przy drodze krajowej 28 z dwoma przystankami autobusowymi i linii kolejowej nr 108 w pobliżu stacji w Przysiekach, w odległości 8 km od Jasła.

## Historia szkoły
15 września 1945 z inicjatywy Stanisława Ryndaka inspektora oświaty rolniczej w Jaśle rozpoczyna działalność w Trzcinicy jednoroczna szkoła zawodowa pod nazwą Powiatowa Żeńska Szkoła Gospodarstwa Wiejskiego. Szkołę utworzono na bazie znacjonalizowanego browaru Klominków i majątku dworskiego Barbary i Michała Kierpców. W wyniku reformy rolnej na szkołę przeznaczono obszar: 30,54 ha gruntu wraz z siedmioma budynkami i parkiem w Trzcinicy oraz 5,32 ha z 1 budynkiem w Przysiekach. Szkołę umieszczono w budynku administracyjnym browaru a internat w budynku mieszkalnym rodziny Kierpców. Szkolenie praktyczne odbywało się w utworzonym na przełomie lat 1945 i 1946 Gospodarstwie Szkolnym.
W ciągu następnych lat istnienia szkoła dość często zmieniała nie tylko nazwę, ale i profile kształcenia, dostosowując je do aktualnych potrzeb rynku pracy. Funkcjonowały między innymi: Technikum Rachunkowości Rolnej, Technikum Rolnicze, Technikum Hodowlane, Policealne Studium Ogrodnicze, Policealne Studium Ekonomiczne, Liceum Ekonomiczne i działają obecnie: Technikum Ogrodnicze od 1992, Technikum Żywienia i Gospodarstwa Domowego od 1997, Liceum Ogólnokształcące od 1999, Gimnazjum Sportowe od 2001, Technikum Agrobiznesu od 2002, Liceum Profilowane od 2002, Sportowe Liceum Ogólnokształcące od 2003, Technikum Informatyczne od 2006, Technikum Kelnerskie od 2008 i Technikum Weterynaryjne od 2009. W międzyczasie od września 1977 placówka funkcjonuje jako Zespół Szkół Rolniczych, a 13 października 1979 otrzymuje patronat prof. Teodora Marchlewskiego.
Rozbudowywano i unowocześniano także bazę szkoły. W 1955 oddano do użytku stadion sportowy, a w 1959 – budynek „Szkoły Górnej” wtedy na potrzeby zorganizowanej Zasadniczej Szkoły Ogrodniczej. Powiększono także „Szkołę Dolną” o nowe skrzydło w 1979.
Największy rozwój materialny szkoły następuje w latach 80. XX w. W grudniu 1986 placówka otrzymuje nowy internat na 315 osób ze stołówką oraz dom nauczyciela na 18 rodzin. 14 czerwca 1986 oddano do użytku drugi nowy stadion z 8-torową bieżnią do lekkoatletyki. Także w czerwcu 1986 otwarto w parku muszlę koncertową jako dar dla szkoły od Naftobudowy Jasło.
9 czerwca 1953 powstaje przy szkole Ludowy Zespół Sportowy „Technik” Trzcinica, który działa do dzisiaj. Szkoła i klub wychowały wielu znanych sportowców. Z powodzeniem swoją karierę lekkoatletyczną kontynuowała w LO w Trzcinicy, a później w klubie „Technik” biegaczka Jolanta Kajtoch późniejsza olimpijka z Pekinu. Oprócz sportu z zajęć pozalekcyjnych w szkole prowadzono między innymi orkiestrę dętą, regionalny zespół pieśni i tańca, teatr i kabaret, chór.
4 lipca 1984 wpisano do rejestru zabytków pod nr A-45 znajdujący się na terenie szkolnym zespół dworski: oranżeria z wieżą z 1907 roku, dwa pawilony z XVIII, XIX, oficyna z pocz. XIX, spichrz z pocz. XIX, park z XVIII/XIX, ogrodzenie z bramą z XVIII/XIX wieku.
Od roku szkolnego 2013/2014 Zespół Szkół prowadzi Stowarzyszenie Absolwentów Szkół Rolniczych w Trzcinicy.
9 września 2014 odbyło się na dziedzińcu przed głównym budynkiem odsłonięcie obelisku upamiętniającego gen. Józefa Hallera i jego „Błękitnej Armii”, która sto lat temu wyruszyła z Trzcinicy, by walczyć w obronie ojczyzny.
W celu pozyskiwania kandydatów do służby wojskowej, promowania Narodowych Sił Rezerwowych oraz społecznej akceptacji polityki obronnej państwa w dniu 26 sierpnia 2016 dyrektor szkoły podpisał porozumienie o współpracy z jednostką wojskową z Rzeszowa.

### Obiekty zabytkowe na terenie szkoły

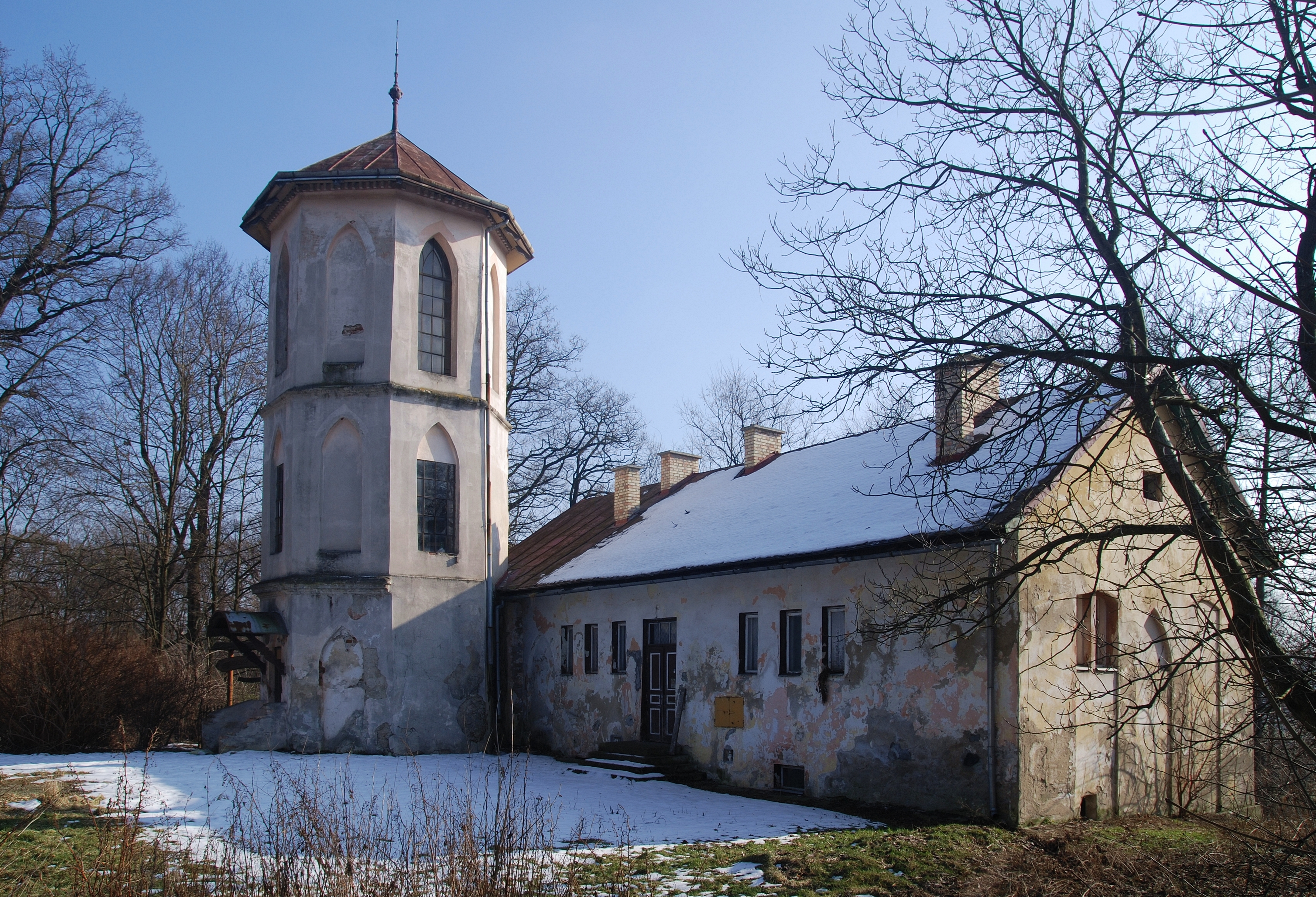
Oranżeria z wieżą z 1907
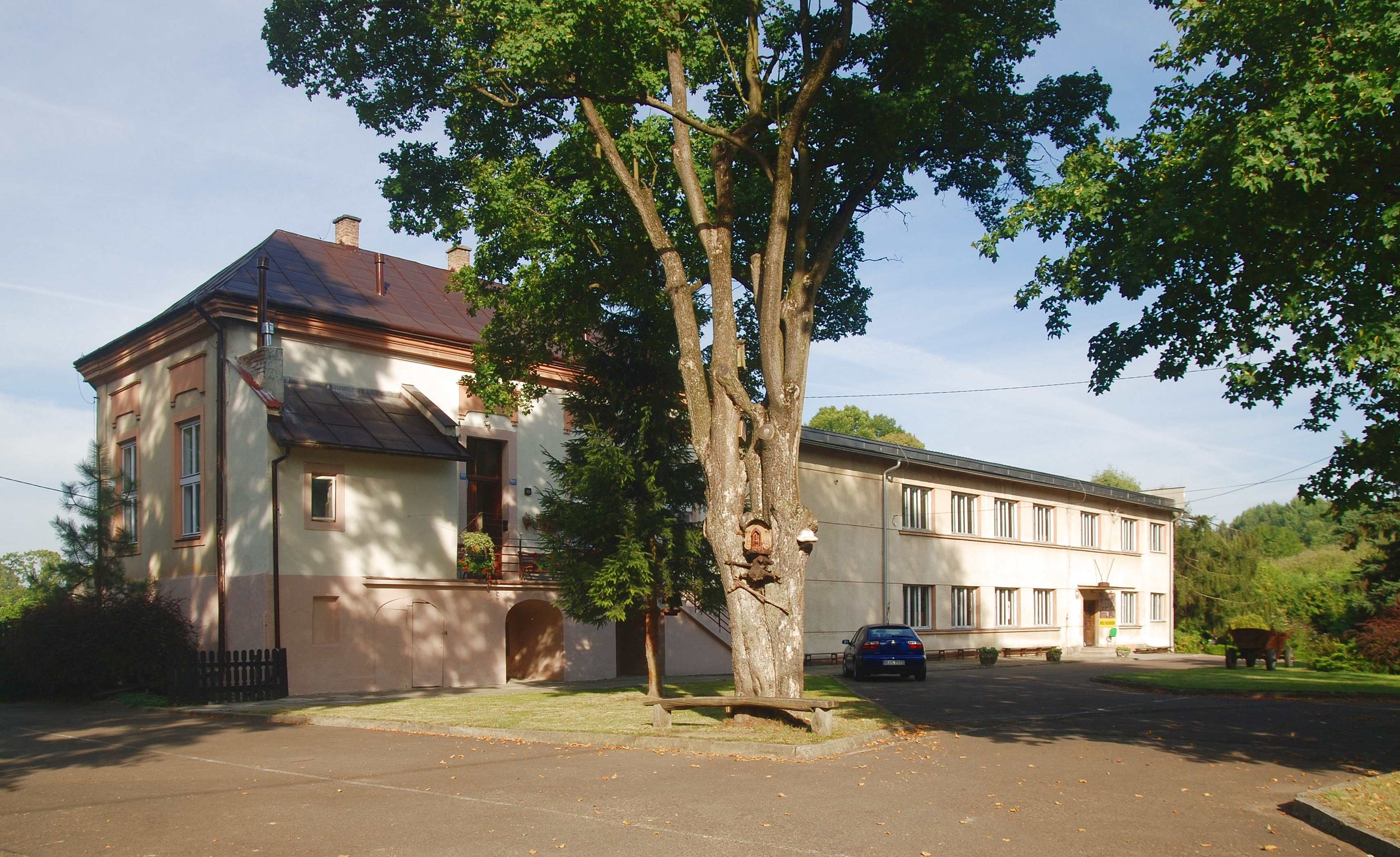
Oficyna zachodnia z przełomu XVIII i XIX
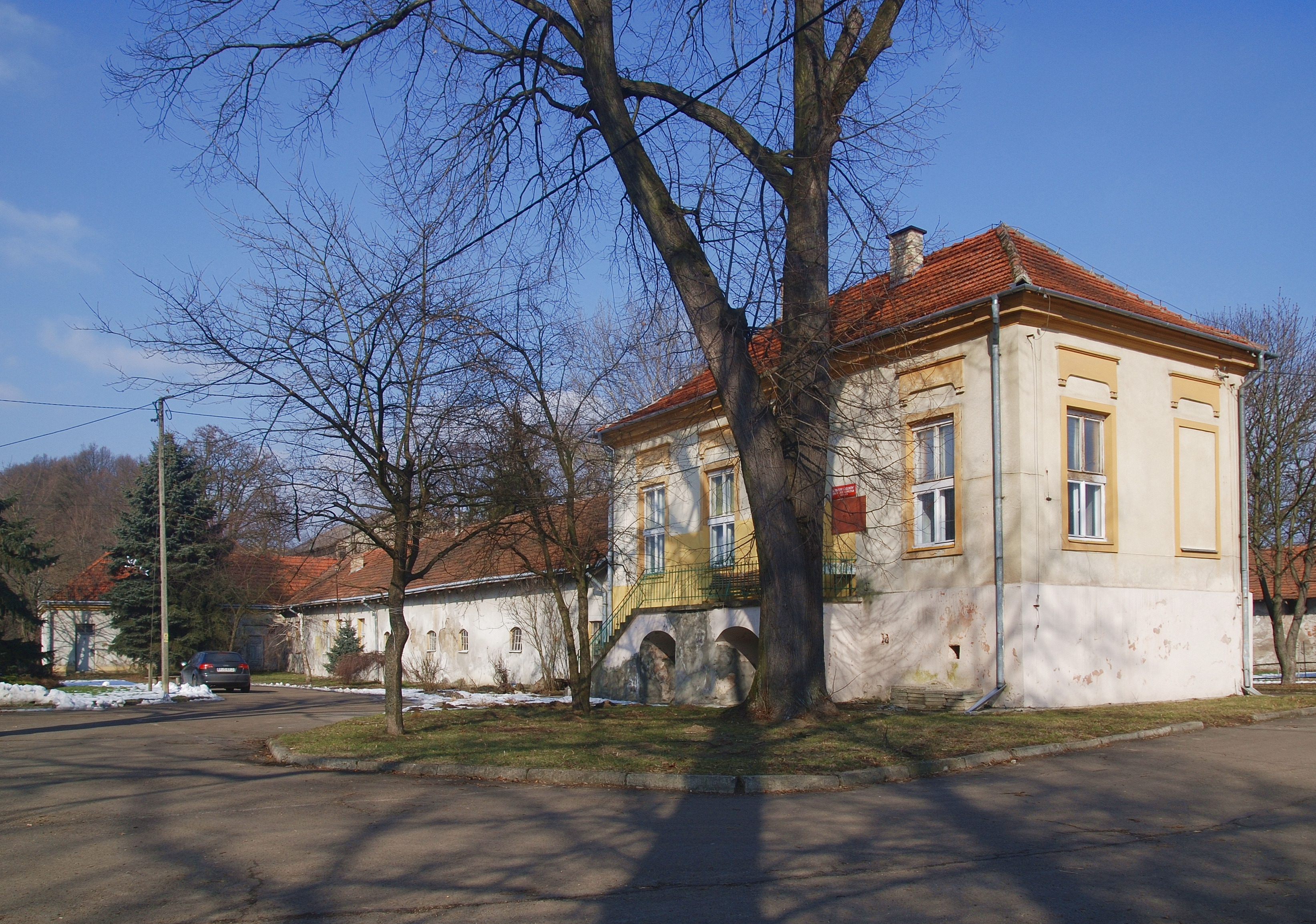
Oficyna wschodnia z przełomu XVIII i XIX
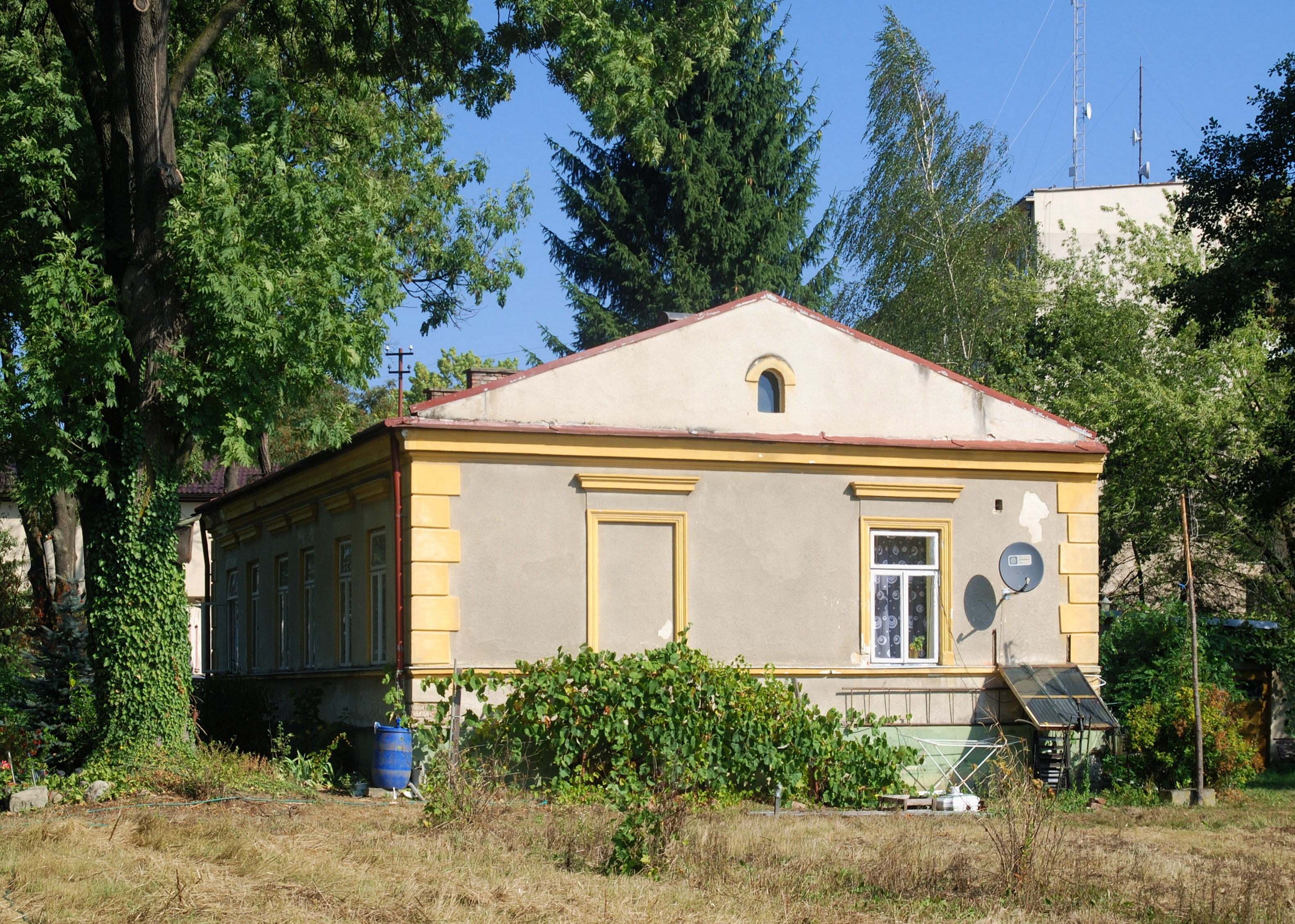
Oficyna dolna, pocz. XIX
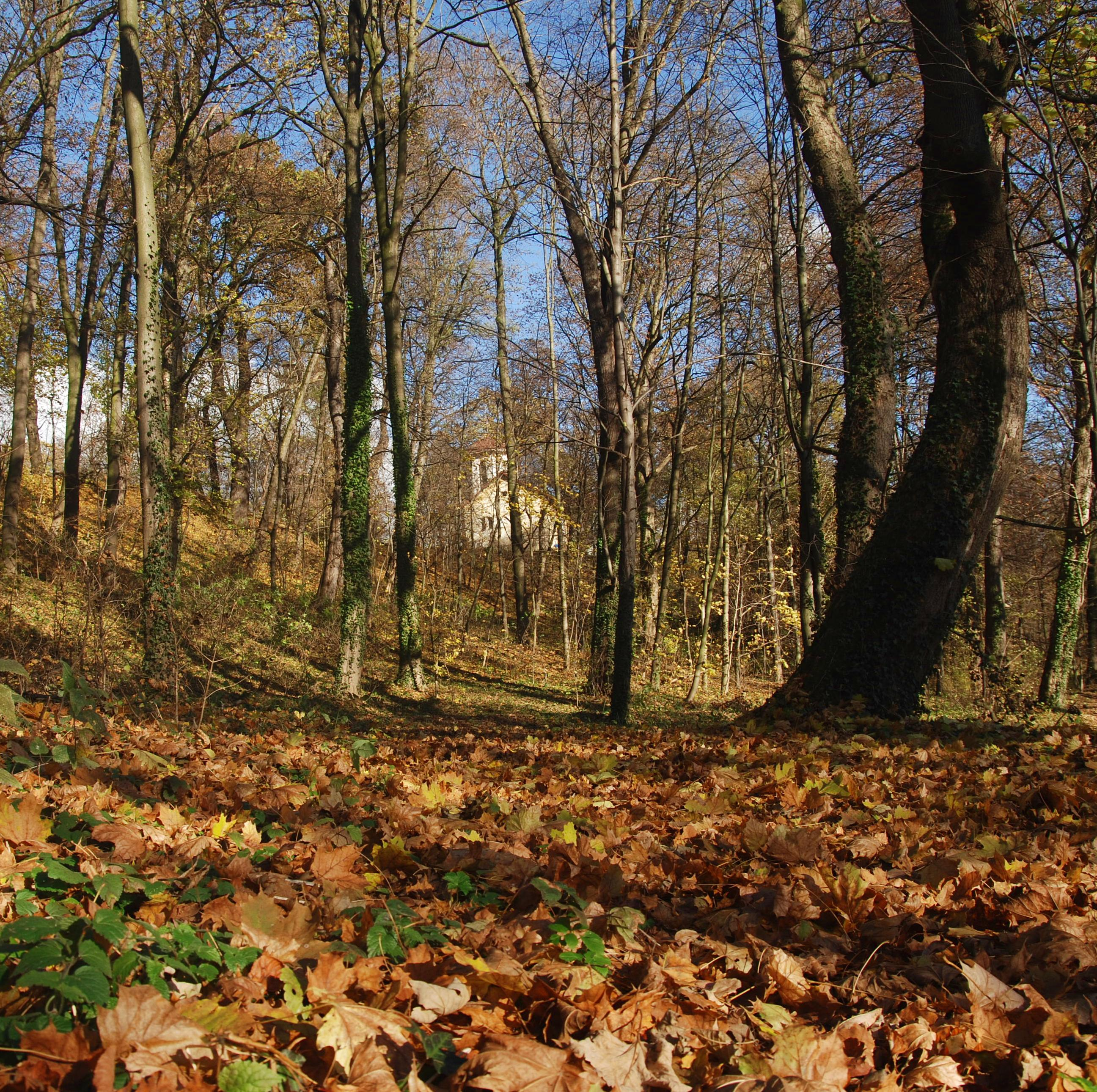
Park podworski, XVIII/XIX
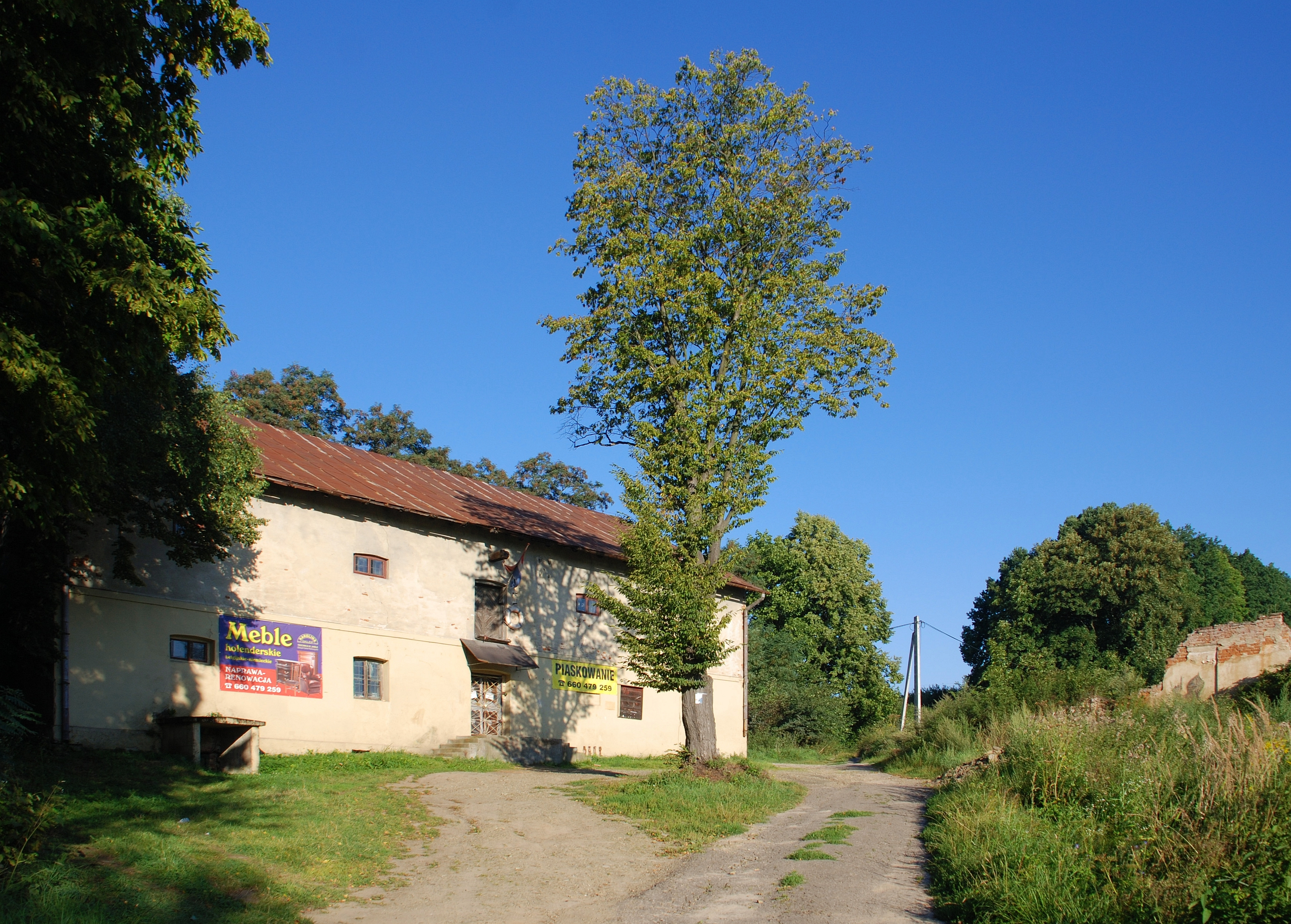
Spichlerz, pocz. XIX

## Upamiętnienia
W hallu „Szkoły Dolnej” zostały ustanowione tablice pamiątkowe:
- Tablica upamiętniająca patrona szkoły prof. Teodora Marchlewskiego z inskrypcją: Prof. dr Teodorowi Marchlewskiemu wybitnemu przyrodnikowi patronowi Zespołu Szkół Rolniczych w Trzcinicy. Młodzież, nauczyciele i rodzice 13.10.1979. Obok portret patrona.
- Tablica pamiątkowa o treści: 1945 -1985 Jubileusz 40-lecia Szkół Rolniczych w Trzcinicy 14.9.1985 fundacji komitetu rodzicielskiego i absolwentów.
- Tablica pamiątkowa o treści: W 50 rocznicę założenia szkół rolniczych w Trzcinicy dla uczczenia tych co trudem swoim kształtowali nowe pokolenia uczestnicy obchodów Jubileuszu, Trzcinica 22 IX 1995
- Tablica pamiątkowa o treści: L.Staff...” Nie masz większej mądrości nad mądrość powrotu”...Jubileusz 60 lecia Zespołu Szkół w Trzcinicy 1945-2005 Absolwenci Zespołu Szkół w Trzcinicy Trzcinica 23-24.09.2005r.
- Tablica informacyjna o treści: Historia Browaru parowego w Trzcinicy i jego właścicieli rodziny Klominków autorstwa Michała Nalęckiego
- Tablica z widokiem: Browar Parowy w Trzcinicy

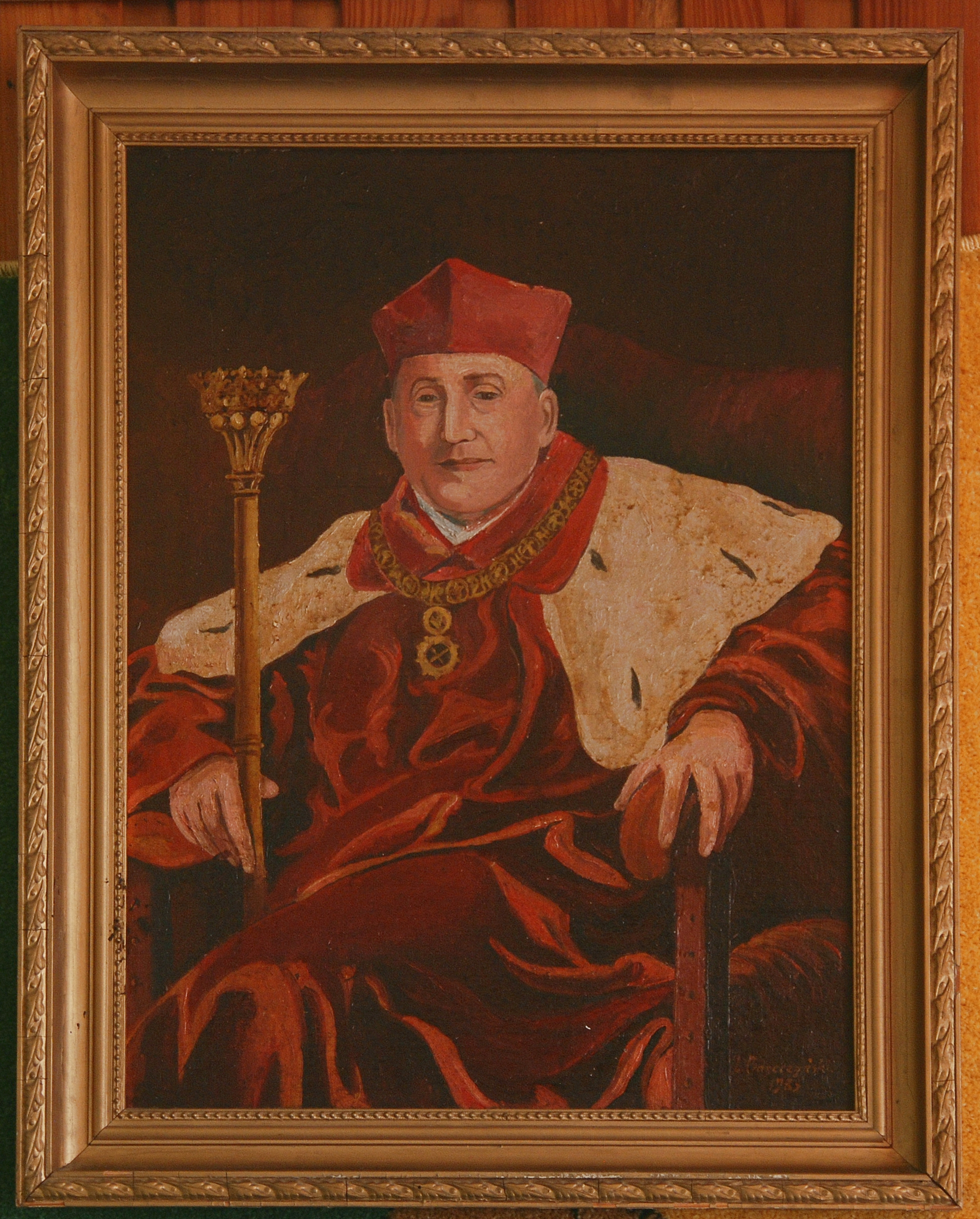
Patron szkoły prof. T. Marchlewski
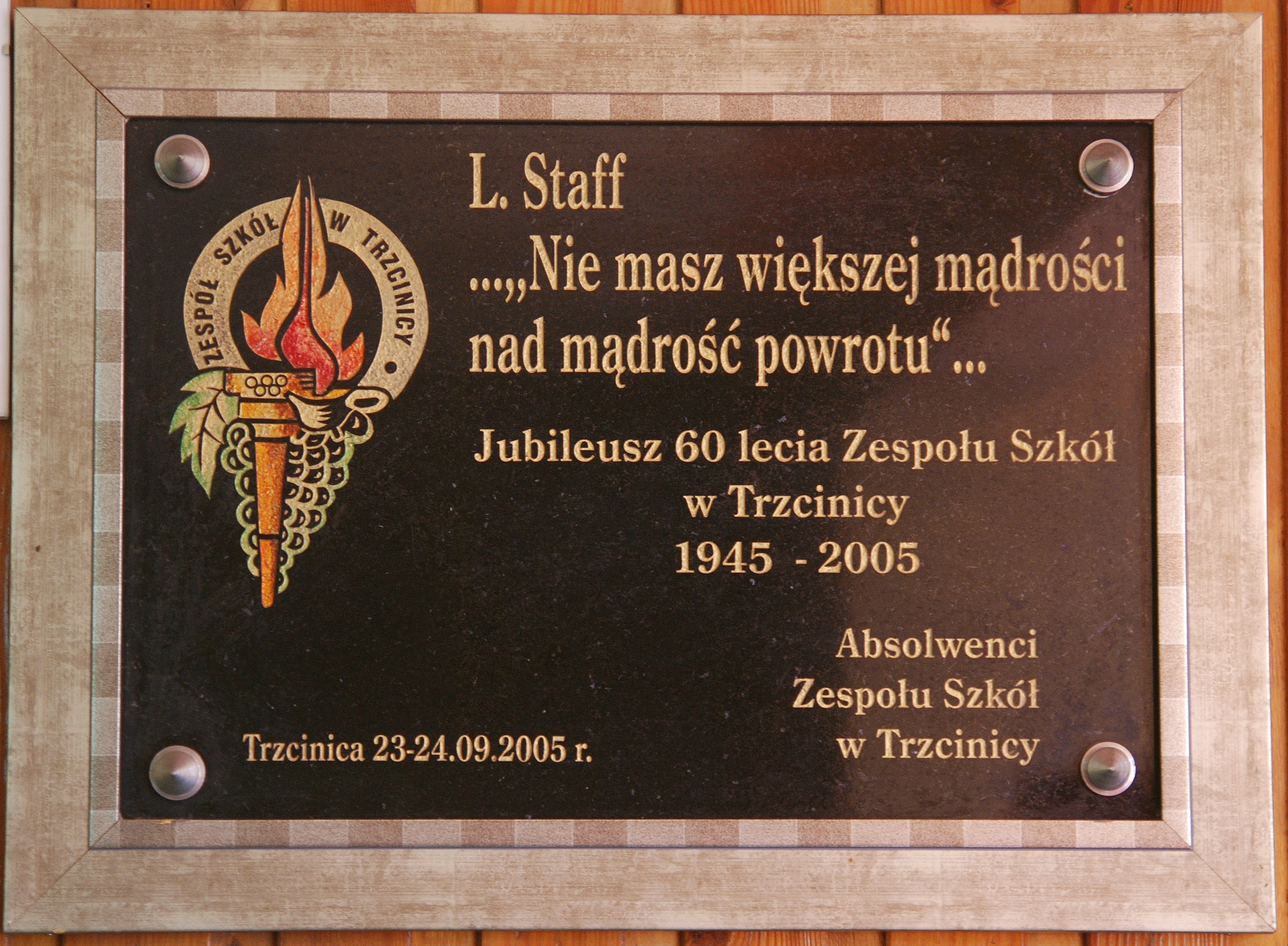
60 lecie szkoły
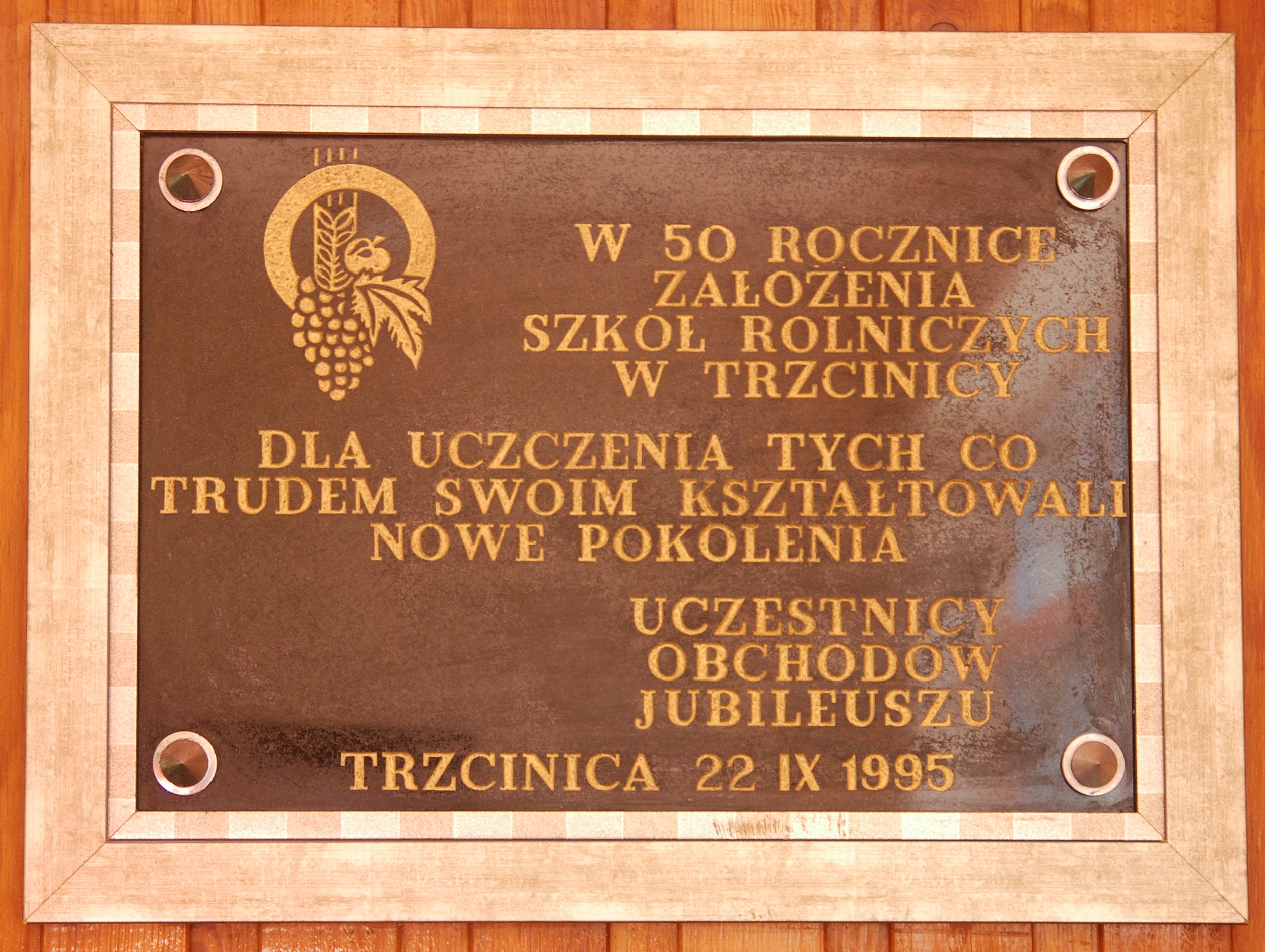
50 lecie szkoły
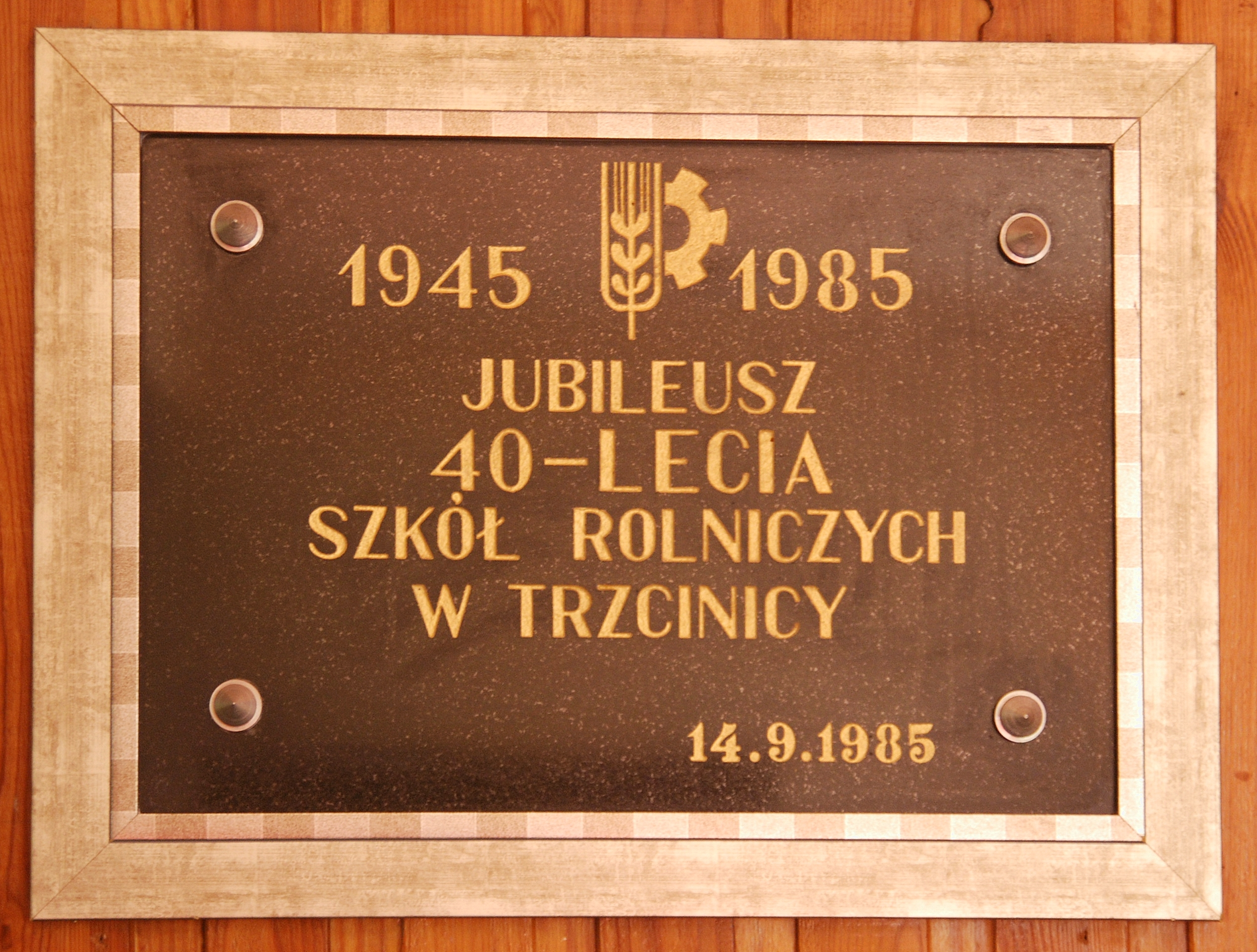
40 lecie szkoły
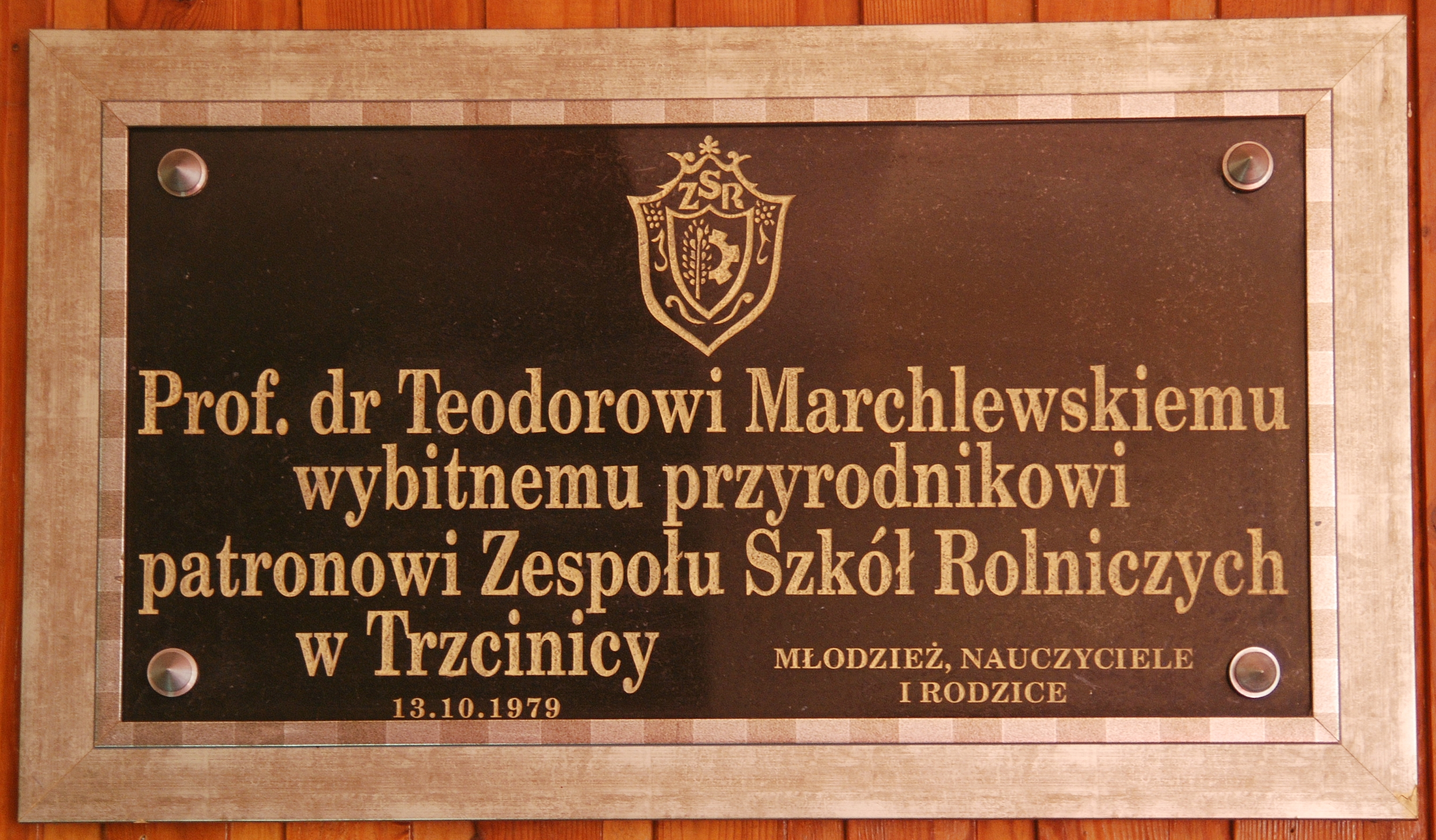
Patron szkoły
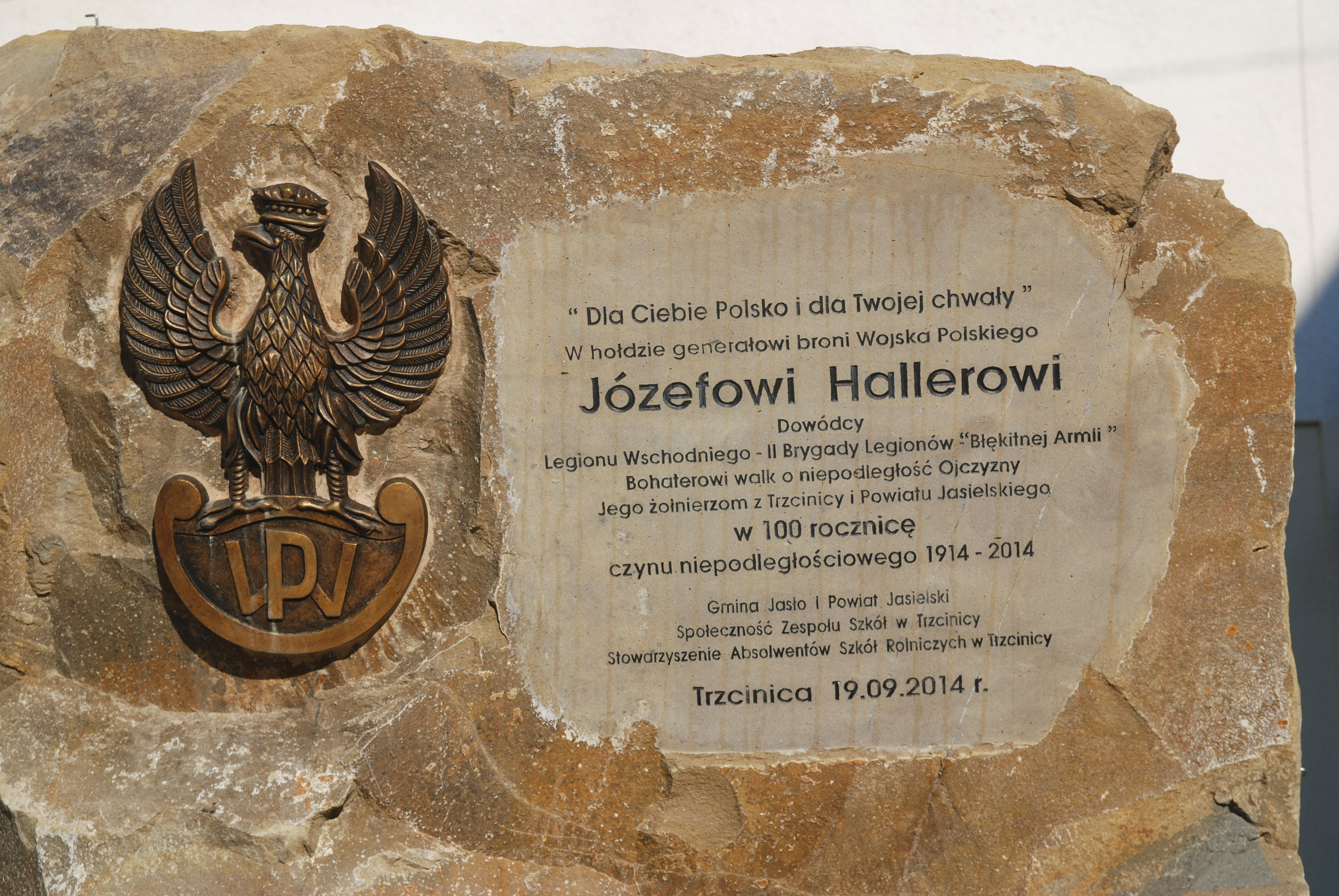
Tablica na obelisku z 2014

## Baza
Obiekty służące jako baza dla poszczególnych typów szkół rozmieszczone są na obszarze 12 ha. Należą do nich m.in.:
- Budynek główny „szkoły dolnej” z 13 klasopracowniami, z nowoczesną krytą bieżnią lekkoatletyczną z salą gimnastyczną i administracją placówki
- Budynek „szkoły górnej” z 7 klasopracowniami, głównie zawodowymi
- Budynek internatu na 180 miejsc, w którym parter i pierwsze piętro adaptowano na potrzeby szkoły. Urządzono tam 10 klasopracowni, bibliotekę z czytelnią, gabinet lekarski i 5 siłowni
- Budynek stołówki na 180 miejsc z nowoczesną kuchnią
- Boisko do gier zespołowych z kortem tenisowym
- Strzelnica sportowa
- Zielona sala gimnastyczna
- Stadion pełnowymiarowy do piłki nożnej i lekkoatletyki z 8-torową bieżnią i budynkiem zaplecza socjalnego
- Trasa biegów przełajowych
- Poligon do nauki jazdy z własnymi samochodami i ciągnikami
- Ogrodnicze Gospodarstwo Pomocnicze o powierzchni 86 ha z warsztatami mechanizacji rolnictwa, szklarnią, tunelami foliowymi, szkółką drzew owocowych i roślin ozdobnych, poletkami demonstracyjnymi, sadem jabłoniowym, plantacją porzeczki czarnej i uprawami polowymi.

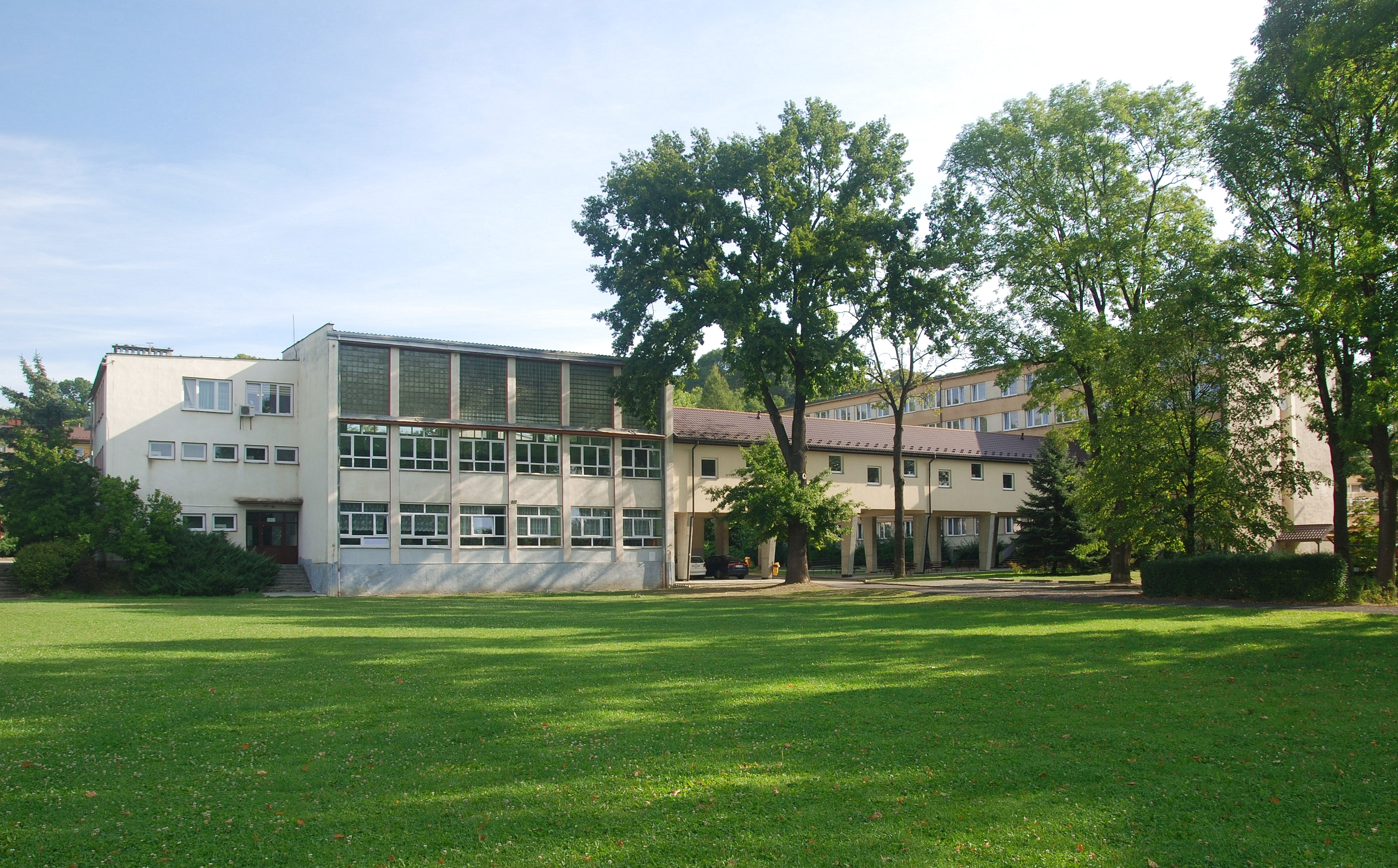
Szkoła Dolna od południa
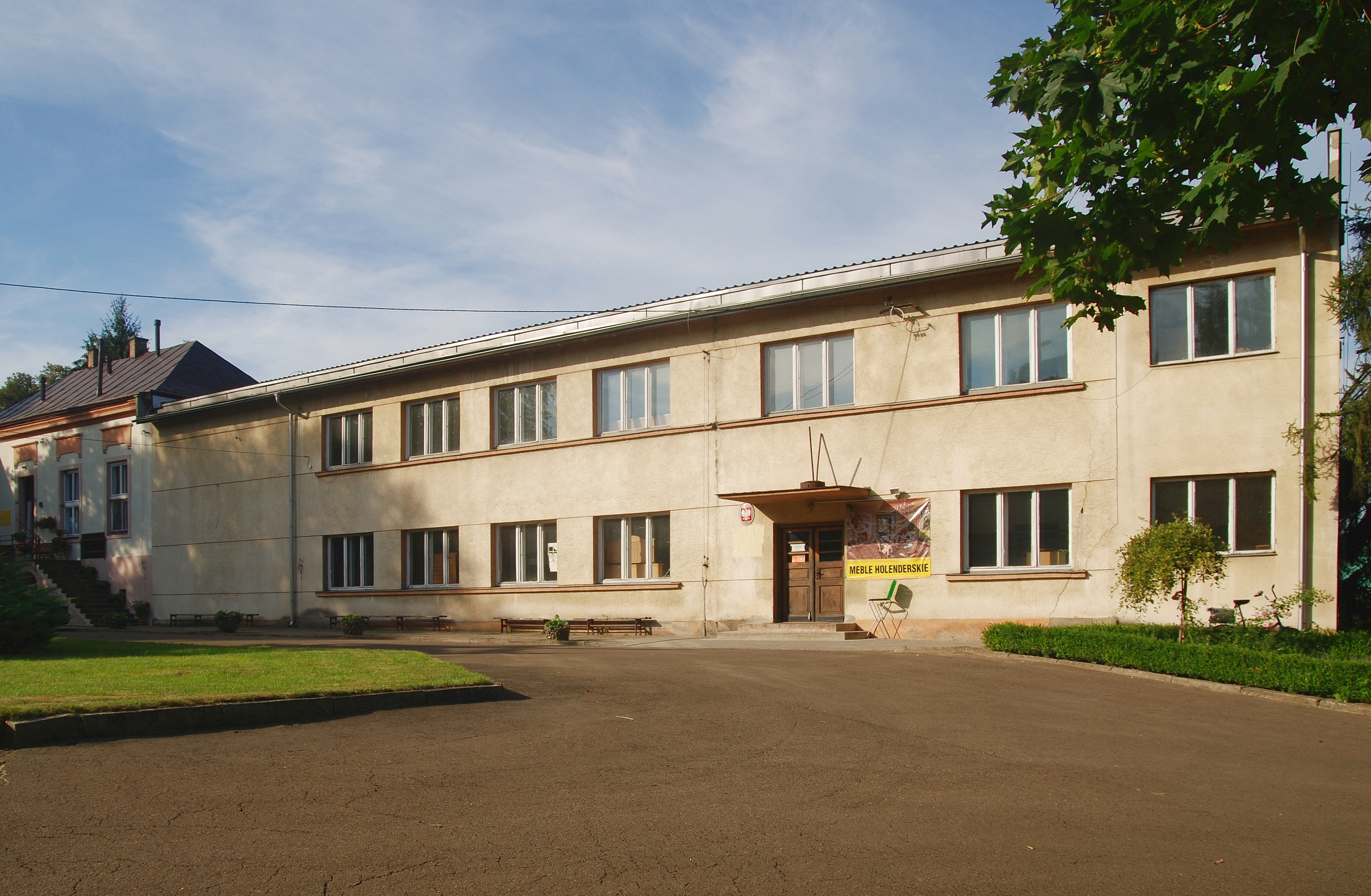
Szkoła Górna
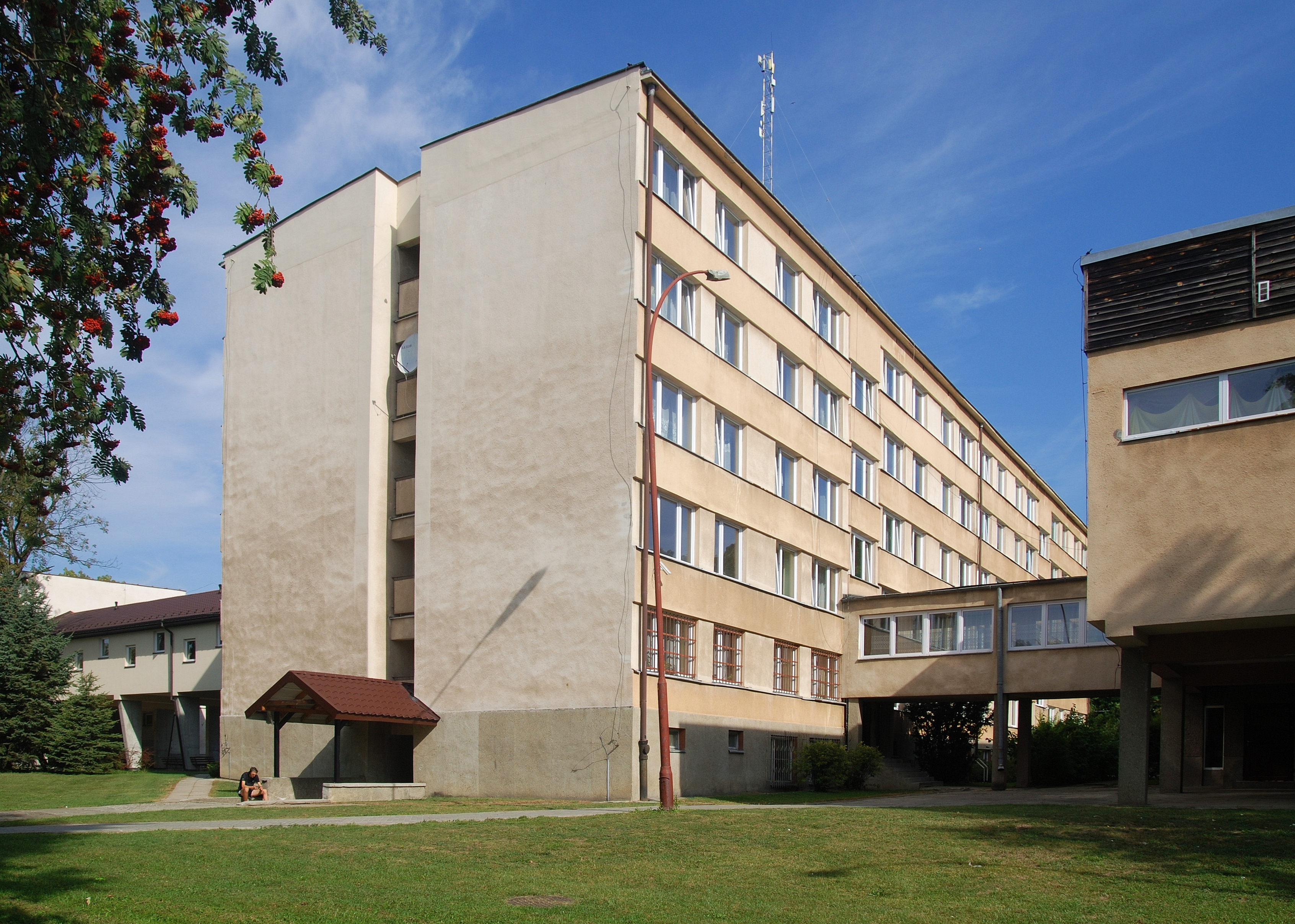
Internat ze stołówką
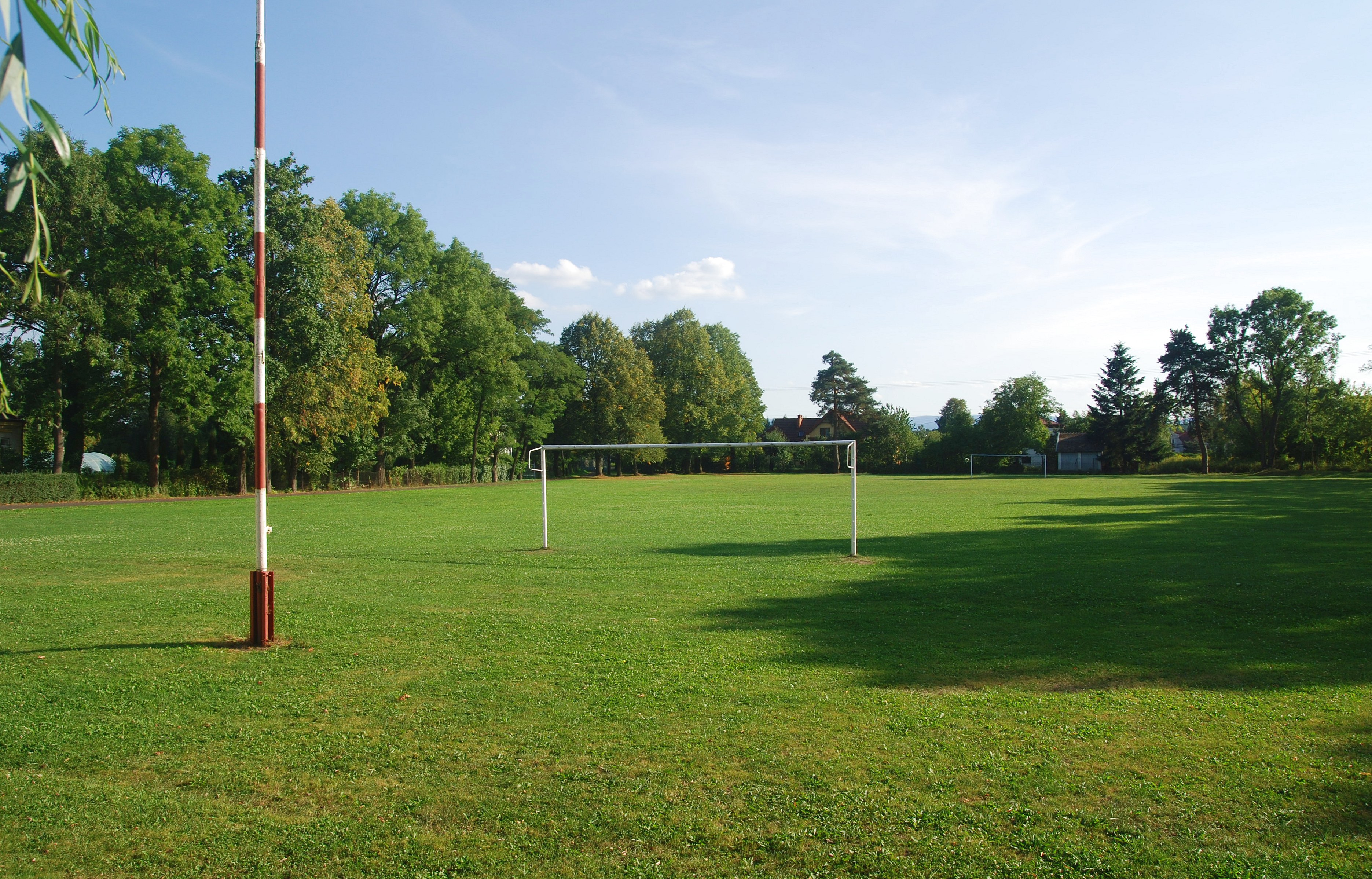
Stadion piłkarski
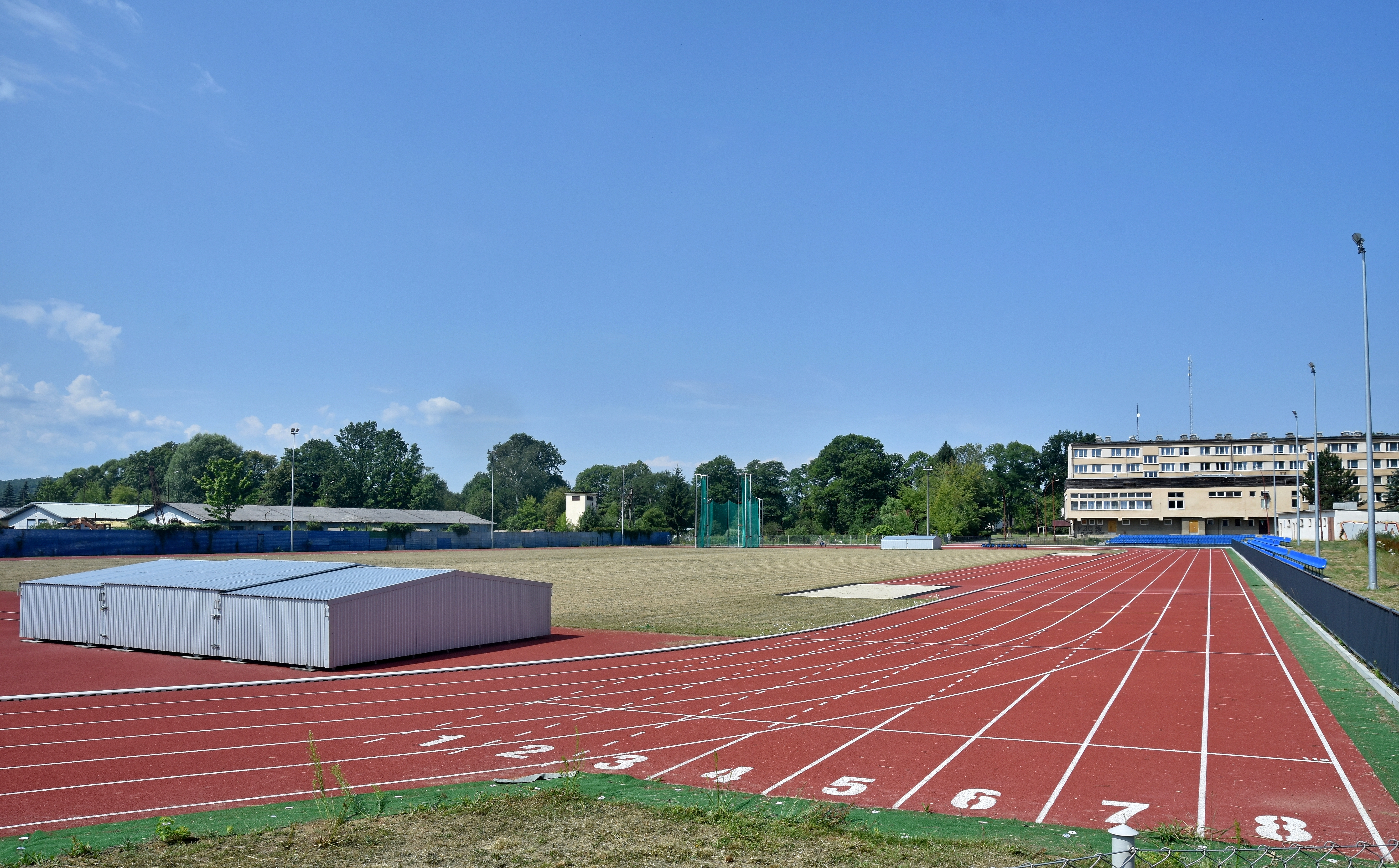
Stadion lekkoatletyczny
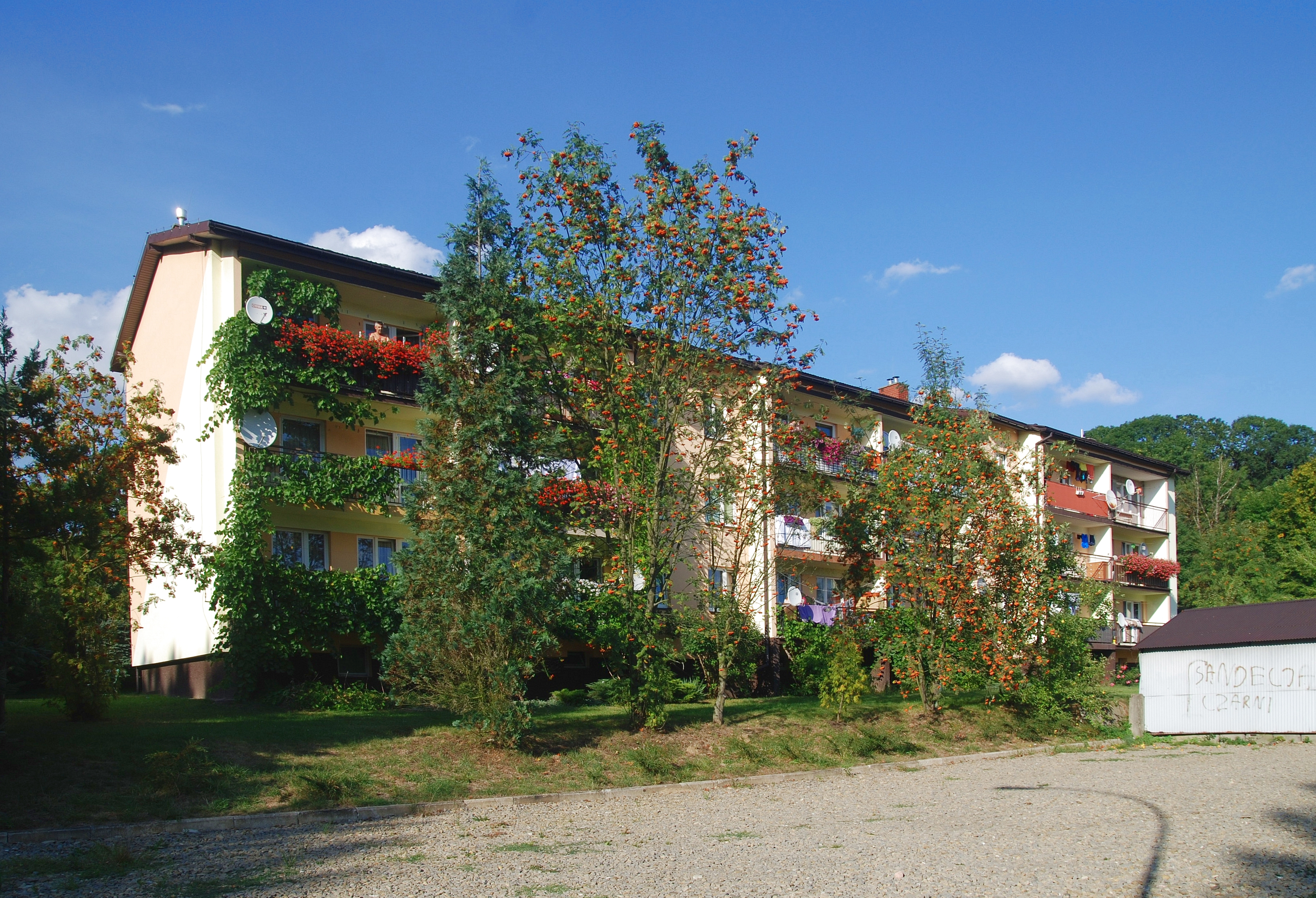
Dom nauczyciela

## Uczniowie
- Wykres liczby uczniów: technika dla młodzieży[6]

- Wykres liczby uczniów: licea dla młodzieży[6]

## Dyrektorzy
- Misiołek Elżbieta (15.09.1945-22.02.1947)
- Łycyniak Franciszka (22.02.1947-14.09.1949)
- Michałek Kazimierz (17.09.1949-31.08.1970)
- Więcek Bronisława (01.09.1959-31.08.1962) jako kierownik Dwuzimowej Szkoły Rolniczej
- Rączka Tadeusz (01.09.1962-1970) jako kierownik Zasadniczej Szkoły Ogrodniczej
- Przybyłowicz Jan (01.09.1970-23.11.1976)
- Becla Irena (01.12.1976-31.08.1990)
- Mastej Ludomir (01.09.1990-31.08.2019)
- Katarzyna Koś (01.09.2019- obecnie)

## Nauczyciele
- Jacek Władyka (ur. 1940) – długoletni nauczyciel wychowania fizycznego z III stopniem specjalizacji zawodowej, trener I klasy w lekkoatletyce, twórca autorskiego programu do nauczania wf w gimnazjum sportowym, organizator i budowniczy bazy sportowej szkoły i jej sukcesów sportowych, laureat wielu nagród i odznaczeń[7].

## Absolwenci
- Witold Firak – polski polityk, poseł na Sejm II, III i IV kadencji. Absolwent Technikum Hodowlanego w Zespole Szkół w Trzcinicy w 1983.
- Jolanta Kajtoch – polska lekkoatletka, sprinterka. Reprezentantka Polski na Letnie Igrzyska Olimpijskie 2008 w Pekinie. Absolwentka Liceum Ogólnokształcącego w Zespole Szkół w Trzcinicy w 2003.